# Deda Elementi

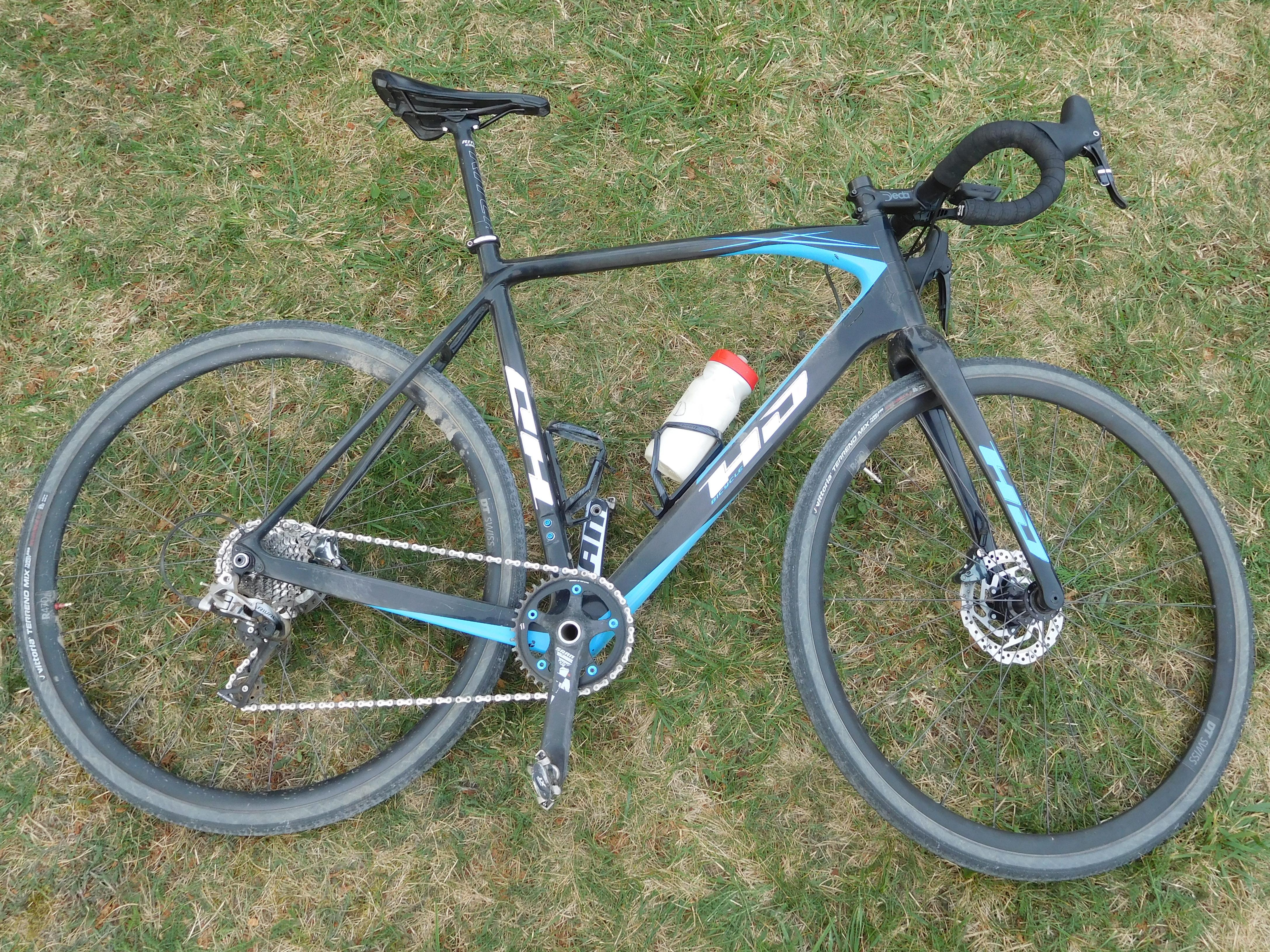
Gravel équipé d'une potence Deda.

Deda Elementi est un équipementier italien de l'industrie du cycle qui produit des guidons, pédaliers, tiges de selle et des roues.
Deda Elementi équipe les équipes suivantes : AG2R La Mondiale, Lotto-Belisol, Amore & Vita, Équipe cycliste Europcar, Colnago-CSF Inox, Accent Jobs-Willems Veranda's et Miche-Guerciotti.   